# Anderson Abbott

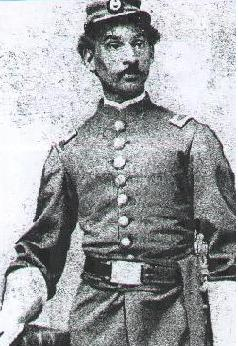
Anderson Abbott

Anderson Ruffin Abbott (geb. 7. April 1837 in Toronto; gest. 29. Dezember 1913 ebenda) war ein kanadischer Arzt und Chirurg. Er diente während des Amerikanischen Bürgerkrieges als ziviler Chirurg im Unionsheer und war der erste Afrokanadier mit einem Medizinabschluss.

## Leben

### Frühe Jahre und Familie
Abbott wurde in eine wohlhabende Familie geboren. Seine Eltern Wilson Abbott und Ellen Toyer waren von der Sklaverei befreit und stammten aus Mobile, Alabama, wo sie einen Gemischtwarenladen betrieben. Nach der Plünderung des Ladens durch Weiße zogen beide 1835 nach Toronto. Die Abbotts gelangten zu Ansehen und Reichtum und besaßen etwa 50 Immobilien in und um Toronto.
Anderson Abbott besuchte die Buxton Mission School bei Chatham, in der Schwarze integriert wurden und die für ihr gutes Bildungsangebot bekannt war. Die Schule befand sich in der Elgin-Siedlung, die 1849 als sichere Zufluchtsstätte für geflohene Sklaven gegründet wurde. Später studierte er an der Toronto Academy, die er mit Auszeichnung abschloss, und am Oberlin College in Ohio. 1857 schrieb sich Abbott für ein Chemiestudium am University College in Toronto ein. 1858 begann er sein Studium an der Toronto School of Medicine, die später an die University of Toronto angegliedert wurde. Nach einem Praktikum unter Aufsicht von Alexander Thomas Augusta, dem ersten schwarzen Arzt Nordamerikas und Leiter des Toronto City Hospital, erhielt Abbott 1861 seine Zulassung, um als Arzt praktizieren zu dürfen, und wurde somit der erste schwarze kanadische Arzt.

### Medizinische Laufbahn
Abbott sah sich veranlasst, sein medizinisches Können im Bürgerkrieg einzusetzen und diente bei den Colored Troops (USCT). Später arbeitete er als ziviler Arzt in mehreren Krankenhäusern in Washington, D.C., die Truppen der Unionsarmee behandelten. Abbott erhielt viele Empfehlungen und war in der Washingtoner Gesellschaft sehr angesehen. Er war auch mit dem US-Präsidenten Abraham Lincoln befreundet, den er 1865 auf dem Sterbebett besuchte. Von Lincolns Witwe Mary Todd erhielt er den karierten Schal geschenkt, den Lincoln 1861 bei seiner Amtseinführung trug.
Zurück in Kanada heiratete Abbott und zog nach Chatham, wo er 1874 eine Anstellung als Gerichtsmediziner für Kent County erhielt. Er trat auch als öffentlicher Fürsprecher für integrierte Schulen auf. Nachdem er in anderen Städten Ontarios gelebt hatte, nahm er einen Posten in Chicago an und wurde 1896 Leiter des Provident Hospital, in dem schwarze Krankenschwestern ausgebildet wurden. 1897 kehrte er nach Toronto zurück und schrieb in seinen letzten Jahren u. a. Zeitungsartikel über die Geschichte der Afroamerikaner.